# Kiprián Alexandrovič Jacenko
Svatý Kiprián Alexandrovič Jacenko (1878, Svinarnoje – 1935) byl křesťan ruské pravoslavné církve, psalomščik (zpěvák žalmů) a mučedník.

## Život
Narodil se roku 1878 ve vesnici Svinarnoje do křesťanské rodiny.
Po absolvování církevní školy se oženil. Roku 1900 se se svou rodinou přestěhoval do vesnice Bogoljubovka v Čišminském rajónu, kde koupil pozemek a začal farmařit. Roku 1914 se stal psalomščikem v místním chrámu. Roku 1916 byl povolán do vojenské služby a rok později byl demobilizován a vrátil se do své služby psalomščika.
Roku 1929 bylo rozhodnuto o uzavření chrámu. Kiprián byl obviněn za to, že je organizátorem odporu věřících, kteří bojovali za to aby chrám nebyl uzavřen. Na jaře 1929 byl zatčen. Byl převezen do baškirského vězení ve městě Ufa, kde strávil 36 dní. Věřící sepsali petici kde vypověděli, že Kiprián nebyl účastníkem odporu. Nakonec byl propuštěn. Po návratu domů byl knězem přesvědčován aby odjel na Ukrajinu a poté se vrátí a přijme svěcení na diakona. Kiprián odjel a v zimě se dozvěděl že jeho rodina byla vyhnána z domu. Dne 6. března 1930 byl znovu zatčen. Byl obviněn za „provádění kontrarevoluční agitace“ a byl odsouzen k 10 letům v táborech nucené práce poblíž Permu.
Zemřel roku 1935 kdy byl rozdrcen spolu s dalšími vězni kameny padajícími ze strmého břehu.
Dne 11. července 1989 byl Baškirskou ASSR rehabilitován.
V srpnu 2000 jej Ruská pravoslavná církev svatořečila jako mučedníka a byl zařazen mezi Sbor všech novomučedníků a vyznavačů ruských.
Jeho svátek je připomínán 25. ledna či 7. února ve Sboru všech novomučedníků a vyznavačů ruských.